# Dieuwertje Blok
Pour les articles homonymes, voir Blok.
Dieuwer Sarah Blok, née le 8 août 1957 à Nederhorst den Berg (Hollande-Septentrionale) et morte le 2 mars 2025 à Aerdenhout, est une actrice, écrivaine et présentatrice de radio et de télévision néerlandaise.

## Biographie

### Jeunesse et formation
Elle naît et grandit à Nederhorst den Berg. Son père, Dick Blok (en) est historien, tandis que sa mère est une Juive néerlandaise. Sa tante, Hetty Blok est actrice, et son oncle est professeur de littérature néerlandaise.
Pendant la Seconde Guerre mondiale, sa mère et sa famille juive se cachent, tandis que la plupart de ses proches sont tués par les nazis.
Elle va à l'école dans Le Gooi et à Hilversum. Elle réussit l'examen d'entrée au Gemeentelijk Gymnasium Hilversum (en) et y étudie pendant trois ans, de 1969 à 1972. Elle déménage à Knowl Hill (en) et étudie le C1 Advanced. Elle retourne ensuite aux Pays-Bas, s'installe à Watergraafsmeer, à Amsterdam, où elle prépare un diplôme HAVO de 1974 à 1976.

### Carrière professionnelle

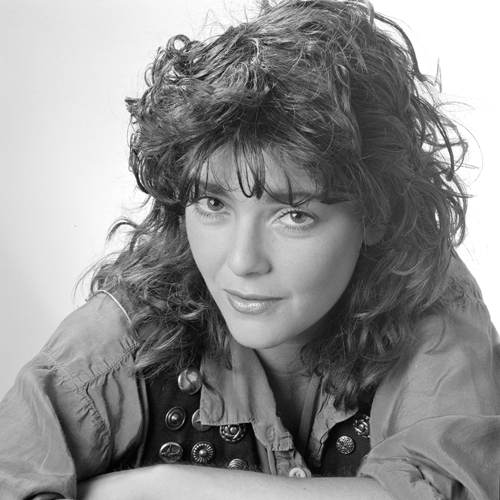
Dieuwertje Blok en 1989.

Sa carrière de présentatrice commence en 1980, lorsqu'elle commence à travailler comme annonceuse pour la KRO. Auparavant, elle travaille comme éditrice photo pour le magazine de radiodiffusion de 1978 à 1980.
En 1985, elle déclare publiquement être athée dans un article qu'elle écrit pour Vrij Nederland.
Elle est surtout connue pour présenter l’émission télévisée pour enfants Het Sinterklaasjournaal (en) depuis 2001 jusqu’en 2023.
En décembre 2024, elle est faite chevalier de l'Ordre d'Orange-Nassau pour son travail caritatif et son travail à la télévision.

### Vie personnelle et mort

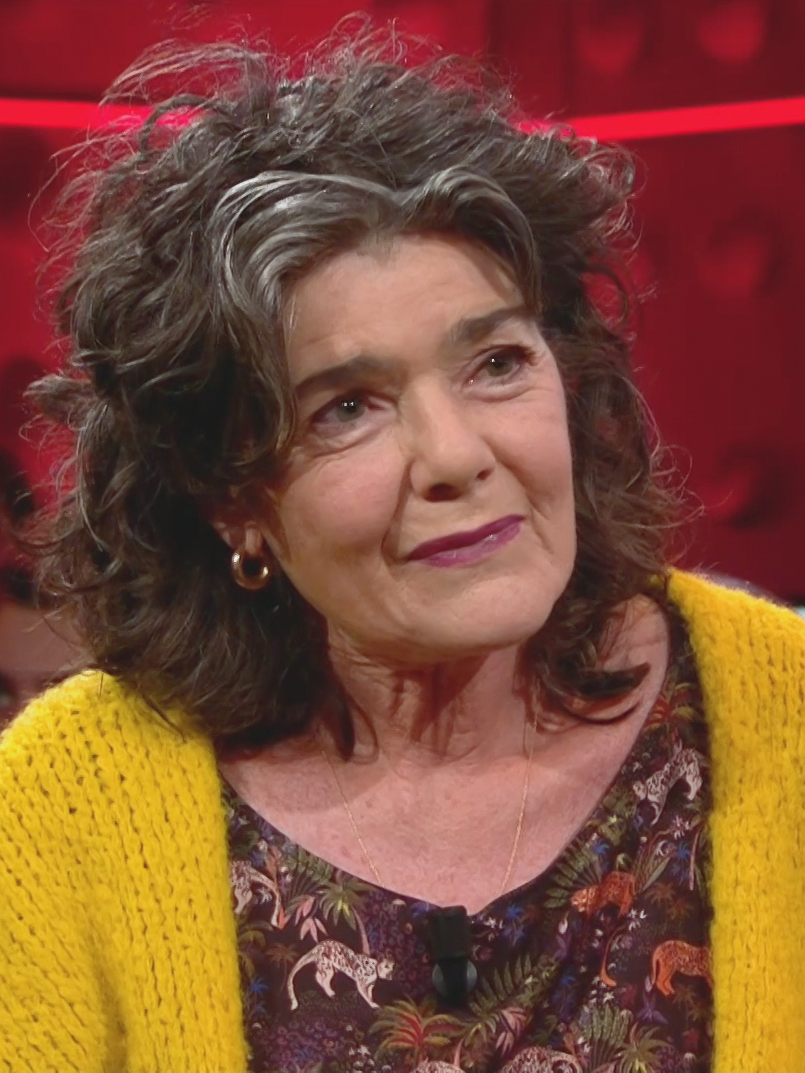
Dieuwertje Blok en 2018.

Elle est mariée avec le présentateur radio Peter de Bie depuis 2000. Ils vivent ensemble à Aerdenhout. Elle est mère de deux enfants issus de son précédent mariage avec Paul de Bruin en 1992.
Elle souffre d’un cancer pour lequel elle subi une amputation du nez. Dieuwertje Blok meurt dans la soirée du 2 mars 2025, à l’âge de 67 ans.